# محمد بخاتي
محمد بخاتي لاعب كرة قدم مصري راحل كان يجيد اللعب في خط الوسط.
لعب طوال مسيرته الرياضية في نادي الزمالك.
شارك مع منتخب مصر في بطولة كأس العالم 1934 في إيطاليا حيث خرج من الدور الثمن النهائي.

## وصلات خارجية
- محمد بخاتي على موقع الاتحاد الدولي (مؤرشف)  (الإنجليزية)
- محمد بخاتي على موقع عالم كرة القدم.نت (الإنجليزية)

- هذا سيرة ذاتية